# Міхал Корпаль
Міхал Корпаль (пол. Michał Korpal; 14 березня 1854 року, Краків, Австро-Угорщина — 31 березня 1915 року, Пельгржимов, Австро-Угорщина, нині Чехія) — польський скульптор.

## Біографія
Спочатку Міхал Корпаль практикувався у скульптурному мистецтві в майстерні каменяра Едварда Стехліка, потім, в 1870 році, вступив на навчання до Краківської школи витончених мистецтв (нині Академія образотворчих мистецтв (Краків)), навчався у класі Марцелія Гуйського. Даний навчальний заклад закінчив у 1873 році. З 1874 по 1880 рік проживав у Львові, а після повернення до Кракова працював у майстернях Стехліка і Трембецького, а потім у студії Валерія Гадомського.
Помер 31 березня 1915 року у Пельгржимові, похований на Раковицькому цвинтарі у Кракові, на ділянці XXIb.

## Творчість
Є автором таких скульптур:
- Спільно з Альфредом Дауном створив кілька десятків бюстів в парку імені Генрика Йордана у Кракові;
- Скульптурна група «Час Полонеза прийшов» на фасаді театрі імені Юліуша Словацького у Кракові;
- Погруддя Миколая Коперника та Яна Кілінського в будівлі Краківського магістрату;
- Скульптура Папи Римського Пія IX (у співавторстві з Валерієм Гадомським на фасаді краківського костелу святих Петра і Павла);
- Скульптури Сигізмунда II Августа і Яна Собеського в Стрілецькому парку Кракова;
- Кілька погрудь на Раковицькому цвинтарі.
- Пам'ятник Тадеушеві Костюшку в Ряшеві.